# Reino de Ceitavaca
Reino de Ceitavaca (Sitawaka) foi um estado soberano existente no território do atual Seri Lanca. surgiu quando os três filhos do rei Vijaya Bahu VII se revoltaram contra o seu próprio pai e o mataram, dividindo o Reino de Cota entre si. O reino de Cota foi para o filho mais velho Buvanekabahu VII, Ceitavaca para o rei Mayadunne e o reino de Raigama para Raigam Bandara. O reino de Ceitavaca centrava-se na cidade do mesmo nome, que é hoje Avissawella, cobrindo uma pequena área que incluía Rwanwella, Yatiyanthota, Hanwella, Padukka, Ehaliyagoda, Kuruwita e Rathnapura.